# Fjenneslevsten

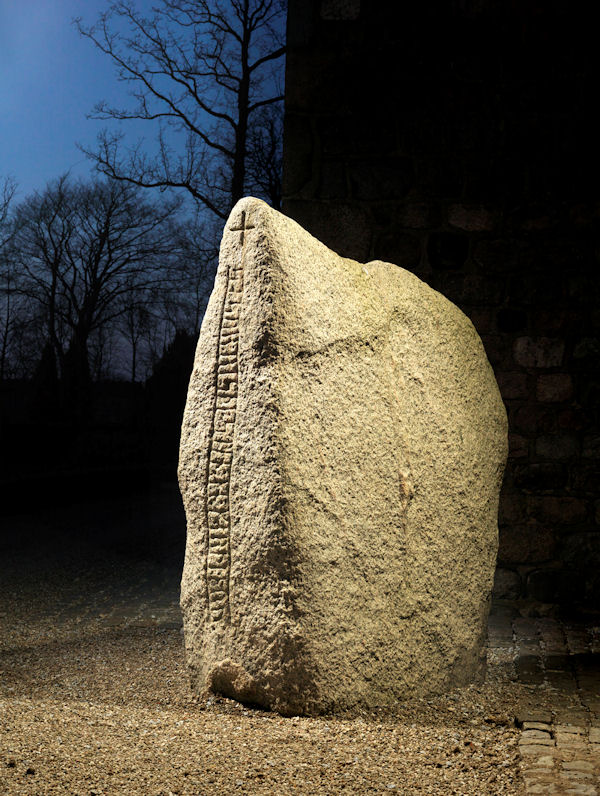
Fjenneslevsten

Der Fjenneslevsten (DK Sj 60, DR 238) ist ein Runenstein aus Granit, der um 1830 während des Abrisses der Friedhofsmauer der Kirche von Fjenneslev, östlich von Sorø auf der dänischen Insel Seeland gefunden wurde. Um 1910 wurde er auf dem Friedhof von Fjenneslev errichtet und 1982 unter Schutz gestellt.
Der Fjenneslevstein hat eine ungewöhnliche Form für einen Runenstein. Der Stein ist 2,2 m hoch, 63 cm dick und mit 1,26 m abnorm breit. Aber statt die Inschrift wie üblich auf die Breitseite zu setzen, hat man sich dafür entschieden, die Inschrift auf der längeren Schmalseite zu platzieren. Es ist unbekannt, wo der Fjenneslevstein ursprünglich stand, aber es ist naheliegend, dass er an der Brücke über die Tuelå (Fluss) stand, die immer noch „Sasserbro“ heißt.
Die Inschrift verläuft von oben nach unten, was ungewöhnlich auf Runensteinen ist. Über ihr befindet sich ein einfaches kleines Kreuz. Ihre Runeninschrift lautet: Sassurr rēsþi stēn en gerði brō (Sassur stellte den Stein auf und machte die Brücke). Der Namen Sasser wird mit dem ortsansässigen Adelsgeschlecht der Hvide (Weiß) in Verbindung gebracht. Möglicherweise ist Sassur identisch mit Asser Rig, dem Erbauer der Kirche in Fjenneslev.
Runensteine, die sich mit dem Brückenbau befassen, sind vor allem aus Mittelschweden der frühen 1000er Jahre bekannt. Es gibt auch dänische Beispiele dafür wie den Källstorpsten – DK Sk 88; DR 269, der im damals dänischen Schonen errichtet wurde.
In der Nähe liegen das Ganggrab Barnehøj und die runde Kirche von Bjernede.